# Lijst van voorzitters van de Hoge Raad van Adel
Dit is een lijst van voorzitters van de Nederlandse Hoge Raad van Adel.
| Ambtsperiode | Naam voorzitter                                         |
| ------------ | ------------------------------------------------------- |
| 1814 - 1817  | Mr. W.A. baron van Spaen la Lecq                        |
| 1817 - 1818  | M.L. van Hangest baron d'Yvoy van Mijdrecht (fungerend) |
| 1818 - 1845  | F.G. baron van Lijnden van Hemmen                       |
| 1845 - 1853  | Jhr. mr. L. de Witte van Citters (fungerend 1845-1850)  |
| 1853 - 1865  | Mr. R.A. baron van Hoëvell van Nijenhuis (fungerend)    |
| 1866 - 1893  | Mr. R.J. graaf Schimmelpenninck van Nijenhuis           |
| 1893 - 1907  | A. baron Schimmelpenninck van der Oye                   |
| 1908 - 1934  | G.C. baron van Asbeck                                   |
| 1934 - 1939  | Jhr. mr. A.F.O. van Sasse van Ysselt                    |
| 1939 - 1947  | Mr. J.A.G. baron de Vos van Steenwijk                   |
| 1947 - 1956  | Jhr. mr. F. Beelaerts van Blokland                      |
| 1956 - 1960  | Jhr. mr. dr. D.P.M. Graswinckel                         |
| 1960 - 1966  | Jhr. mr. M.A. Beelaerts van Blokland                    |
| 1966 - 1984  | Jhr. mr. C.C. van Valkenburg                            |
| 1984 - 1986  | Mr. A.N. baron de Vos van Steenwijk                     |
| 1986 - 1991  | Mr. F.W.B. baron van Lynden                             |
| 1991 - 2015  | drs. C.O.A. baron Schimmelpenninck van der Oije         |
| 2015 - heden | Jhr. mr. J.P. de Savornin Lohman                        |